# Передні Хірлепи
Передні Хірле́пи (рос. Передние Хирлепы, чув. Малти Хирлеп) — присілок у складі Аліковського району Чувашії, Росія. Входить до складу Тенеєвського сільського поселення.
Населення — 51 особа (2010; 61 у 2002).
Національний склад:
- чуваші — 100 %